# Día Mundial del Glaucoma
El 12 de marzo fue designado como el Día Mundial del Glaucoma.

## Celebración
El Día Mundial del Glaucoma se celebra el 12 de marzo.

Día Mundial del Glaucoma: OMS reporta 4,5 millones de afectados por la enfermedad
12 de marzo, 2009 —El glaucoma es la segunda causa común de ceguera y 4,5 millones de personas lo padecen en la actualidad con proyecciones de 11 millones de afectados para el 2020, señaló hoy la Organización Mundial de la Salud (OMS).
El Día Mundial del Glaucoma, observado hoy, tiene el propósito de llamar la atención sobre este grupo de enfermedades oculares progresivas y la importancia de su detección temprana.
Hospitales y centros de salud en todo el mundo realizan tamizaje para diagnosticar este padecimiento, que tiene una mayor incidencia en algunas etnias y después de los 40 años de edad, explicó Juan Carlos Silva, asesor regional de salud visual en América Latina y el Caribe en la Organización Panamericana de la Salud (OPS).
“Hemos realizados muchos estudios epidemiológicos en América Latina y se ha demostrado que la población más vulnerable es la del Caribe de habla inglesa, especialmente la población de origen africano”, dijo.
Agregó que si bien la enfermedad es incurable, un 90% de la ceguera que provoca el glaucoma podría evitarse mediante la detección temprana y tratamiento.
Centro de Noticias de las Naciones Unidas